# Okręg konsularny

Okręgi konsularne ambasady RP w Kijowie

Okręg konsularny – obszar wyznaczony urzędowi konsularnemu do wykonywania funkcji konsularnych, a więc obszar na którym rozciągają się kompetencje kierownika urzędu konsularnego. Okręg konsularny może obejmować część lub całość terytorium jednego lub wielu państw. Zasięg okręg konsularnego jest wynikiem porozumienia pomiędzy państwem wysyłającym a państwem przyjmującym. Państwo wysyłające z reguły określa okręg w listach komisyjnych, które otrzymuje kierownik urzędu konsularnego rozpoczynając swoją służbę. Natomiast formą wyrażenia zgody państwa przyjmującego na taki okręg jest udzielenie exequatur listom komisyjnym.